# Skalka nad Váhom
Skalka nad Váhom és un poble i municipi d'Eslovàquia que es troba a la regió de Trenčín, a l'aiguabarreig de la riera de Súčanka amb el Váh. El 31 de desembre de 2021 tenia 1.187 habitants.

## Història
Hi ha traces d'assentaments humans de l'Edat de Pedra tardà. La primera menció escrita de la vila es remunta al 1208. La història junts amb la del monestir benedictí, i més tard jesuïta, que des 1224 fins a 1773 va determinar la vida del poble. Excepte l'església barroca, només en romanen unes ruïnes. Formava una etapa al camí de romeria cap a la ciutat de Trenčín.
El poble es va fundar quan els municipis de Skala, Skalská Nová Ves i Újazd es van fusionar el a 1974.

## Demografia
| Godina             | 1994 | 2004    | 2014   | 2024   |
| ------------------ | ---- | ------- | ------ | ------ |
| Nombre de persones | 974  | 1077    | 1173   | 1278   |
| Diferència         |      | +10,57% | +8,91% | +8,95% |

| Godina             | 2023 | 2024   |
| ------------------ | ---- | ------ |
| Nombre de persones | 1226 | 1278   |
| Diferència         |      | +4,24% |